# Akofa Edjeani Asiedu
Akofa Edjeani (20 de febrero de 1969) es una actriz, productora y empresaria de Ghana. Su cortometraje Not My Daughter, sobre mutilación genital femenina, ganó el premio al Mejor Cortometraje en los African Movie Academy Awards (AMAA) en 2008, y Sing of a Well, la película que protagonizó y coprodujo, ganó tres premios y el Premio al Mejor Jurado de African Movie Academy Awards en 2010.

## Biografía
Akofa nació el 20 de febrero de 1969 en Ghana. Tiene una licenciatura de la Universidad de Ghana en Artes Escénicas y un diploma en relaciones públicas, marketing y publicidad del Instituto de Periodismo de Ghana (1995).
Empezó su carrera como actriz en 1987 e hizo su debut en las series de televisión Annette y Jagger Pee. También protagonizó Ultimate Paradise en la década de 1990. Actualmente es dueña de Fali's Hot Pot, un restaurante en Acra. En 2009 participó como jueza en las semifinales de los Premios Emmy Internacionales 2009 (Asia / África / Medio Oriente)

### Producción
- I sing of a Well : un drama de 2009 sobre el príncipe Wenambe, que entrega el pequeño reino de Kotengbi a Mansa Musa.[1]

## Filmografía seleccionada
- For Better For Worse 1995
- Divine Love
- Holby City
- My Mother's Heart 1&2
- Life in Slow Motion
- Pieces of Me
- The Cursed Ones
- Children of the Mountain
- Sidechic Gang
- Lucky
- Azali
- Cant Say Mother
- Dark Spot
- Fools in Love
- Not my Daughter
- Aloe Vera (película)